# Ekwiwalent megatonowy
Ekwiwalent megatonowy, EMT (ang. equivalent megatonnage) – miara efektu destrukcyjnego eksplozji jądrowej. Ekwiwalent megatonowy można zdefiniować jako mierzoną w megatonach moc ładunku podniesioną do potęgi {\displaystyle {\tfrac {2}{3}}.}
{\displaystyle EMT=y^{\frac {2}{3}}.}
Jeśli {\displaystyle y} oznacza moc głowicy, jej ekwiwalent megatonowy wynosi {\displaystyle y^{\frac {2}{3}}.} Podmuch i inne efekty eksplozji nuklearnej sferycznie (w modelu) rozszerzają się na zewnątrz, co powoduje, że promień rażenia każdego natychmiastowego efektu eksplozji jest w przybliżeniu proporcjonalny do pierwiastka sześciennego mocy głowicy. Zniszczenia okolicy są zatem w przybliżeniu proporcjonalne do kwadratu pierwiastka sześciennego – np. {\displaystyle y^{\frac {2}{3}}.}